# 鹿児島県の市町村章一覧
鹿児島県の市町村章一覧（かごしまけんのしちょうそんしょういちらん）は、鹿児島県内の市町村に制定されている、あるいは制定されていた市町村章の一覧である。なお、一覧の順序は全国地方公共団体コード順による。廃止された市町村章は廃止日から順に掲載している。

## 市部
| 市             | 市章 | 由来                                                                       | 制定日         | 備考 |
| -------------- | ---- | -------------------------------------------------------------------------- | -------------- | --- |
| 鹿児島市       |      | 島津家の家紋である「丸に十の字」に「市」の文字を図案化したもの             | 1967年4月29日  | 旧・鹿児島市制時の1926年11月24日に制定され、新市制施行後に継承される |
| 鹿屋市         |      | 「カノヤ」を図案化したもの。                                               | 2006年5月15日  | 鹿屋町制時の1933年2月16日に制定され、旧・市制施行と新市制施行後にも継承された 市旗は別デザインである |
| 枕崎市         |      | カツオの尾びれに「マ」と「M」を図案化したもの                              | 1949年9月1日   | |
| 阿久根市       |      | 鶴を象ったもの                                                             | 1952年4月1日   | |
| 出水市         |      | 旧・出水市・高尾野町・野田町の合併を三本の波で表し、ツルの姿を象徴したもの | 2006年3月13日  | 色は青色と水色が指定されている 2代目の市章である |
| 指宿市         |      | ツマベニチョウと開聞岳をモチーフに旧3市町の融和と新市の調和を表す          | 2006年8月1日   | 色はマーク部分はツマベニチョウの周囲部分を囲む円の内側部分と開聞岳内の「i」と「U」の部分は赤色・ツマベニチョウの部分は黄色・開聞岳の部分は緑色・三本の縦波線の部分は白色、ロゴ部分は「IBUSUKI」のうち母音である「I」・「U」の部分は赤色・「IBUSUKI」のうち子音である「B」・「S」・「K」の部分は緑色が指定されている 2代目の市章である |
| 西之表市       |      | 「西」を図案化し、外側の円は海岸線を表したもの                             | 1955年10月1日  | 西之表町制時に制定され、市制施行後の1958年11月1日に再制定される |
| 垂水市         |      | 「タル」を図案化したもの                                                   | 1958年10月1日  | 色は藍色がよく使われている |
| 薩摩川内市     |      | 「S」と川内川の形状を図案化したもの                                        | 2005年1月1日   | 色は「S」の部分は緑色と「川」の部分は水色が指定されている |
| 日置市         |      | 「ひ」を図案化し、中心の赤い丸は太陽を象徴したもの                         | 2005年5月1日   | 色は赤色と青色が指定されている |
| 曽於市         |      | 「そ」をモチーフに花の形に図案化したもの                                   | 2005年10月5日  | |
| 霧島市         |      | 霧島連山と「K」を図案化したもの                                            | 2005年11月7日  | 色は橙色・青色・緑色・白色が指定されている |
| いちき串木野市 |      | 「いく」を図案化したもの                                                   | 2005年10月11日 | 色は丸の部分は赤色・「いく」は青色が指定されている |
| 南さつま市     |      | 「MS」を図案化したもの                                                     | 2005年11月7日  | 色は濃青色・薄青色・赤色が指定されている |
| 志布志市       |      | 「S」を図案化したもの                                                      | 2006年1月1日   | 中央の円は橙色・左の変形半円は青色・右の変形半円は緑色が指定されている |
| 奄美市         |      | 「A」を図案化したもの                                                      | 2006年3月20日  | 色は赤色・青色・水色が指定されている |
| 南九州市       |      | 「み」と九州の「九」を図案化したもの                                       | 2007年12月1日  | 色は橙色・青色・緑色が指定されている |
| 伊佐市         |      | 「い」を図案化し、その部分に付いている稲穂は伊佐米を表したもの             | 2008年11月1日  | 色は黄色・青色・緑色が指定されている |
| 姶良市         |      | 「ア」と「∞（無限を鳥と表したもの）」をモチーフとしている                  | 2010年3月23日  | 紋章の右下部分に「姶良市・AIRA CITY」と配している 色は緑色・黄緑色が指定されている |

## 町村部
| 郡       | 町村     | 町村章 | 由来                                                               | 制定日         | 備考                                                   |
| -------- | -------- | ------ | ------------------------------------------------------------------ | -------------- | ------------------------------------------------------ |
| 鹿児島郡 | 三島村   |        | 三島村に属する三つの島を円で力強く描いて図案化したもの             | 1983年8月8日   | 2代目の村章である                                      |
| 鹿児島郡 | 十島村   |        | 「十」と海に浮かぶ島を図案化したもの                               | 1980年12月9日  | 色は黒色と赤色が指定されている                         |
| 薩摩郡   | さつま町 |        | 「さ」を図案化したもの                                             | 2005年3月22日  | 色は緑色・青色・赤色が指定されている                   |
| 出水郡   | 長島町   |        | 長島町の「な」をモチーフとしている                                 | 2006年3月20日  | 2代目の町章である 色は赤色・青色・水色が指定されている |
| 姶良郡   | 湧水町   |        | 「Y」を図案化したもの                                              | 2005年3月22日  |                                                        |
| 曽於郡   | 大崎町   |        | 「オ」を円形・翼型にして図案化したもの                             | 1968年10月     |                                                        |
| 肝属郡   | 東串良町 |        | 外側は太陽・「東」を円形に図案化したもの                           | 1953年         |                                                        |
| 肝属郡   | 錦江町   |        | 錦江町の「き」を桜島・錦江湾を想像し、図案化したもの               | 2005年8月5日   | 色は青色・緑色・橙色が指定されている                   |
| 肝属郡   | 南大隅町 |        | 「M」と「O」を山と海を想像して図案化したもの                       | 2005年8月1日   |                                                        |
| 肝属郡   | 肝付町   |        | 「K」をモチーフとしている                                          | 2006年2月24日  | 色は青色・緑色・橙色が指定されている                   |
| 熊毛郡   | 中種子町 |        | 外円の中に「中」を図案化したもの                                   | 1967年3月25日  | 1962年に制定されたものを1967年3月25日に再制定される    |
| 熊毛郡   | 南種子町 |        | ハトの上に「南」を図案化したもの                                   | 1962年9月      |                                                        |
| 熊毛郡   | 屋久島町 |        | 「Y」を図案化し、宮之浦岳・太平洋・屋久島を意匠化したもの          | 2007年10月1日  | 色は青色・緑色・黄緑色が指定されている                 |
| 大島郡   | 大和村   |        | 村民の融和と力強い団結、中の文字は大和村の「大」を表している       | 1967年10月     |                                                        |
| 大島郡   | 宇検村   |        | 村民の円満と豊かさを円で象徴している                               | 1966年10月10日 |                                                        |
| 大島郡   | 瀬戸内町 |        | 瀬戸内町の「せ」をモチーフとし、弧は本島と加計呂麻島を表したもの   | 1957年12月     |                                                        |
| 大島郡   | 龍郷町   |        | 「竜」の字をモチーフとしたもので、円の中にはハトが象られているもの | 1970年10月3日  | 龍郷村章として制定され、町制施行後に継承される         |
| 大島郡   | 喜界町   |        | 「き」を図案化したもの                                             | 1965年10月     |                                                        |
| 大島郡   | 徳之島町 |        | 「と」を図案化したもの                                             | 1964年         |                                                        |
| 大島郡   | 天城町   |        | 「天」を図案化したもの                                             | 1964年7月      |                                                        |
| 大島郡   | 伊仙町   |        | 「伊」を翼が羽ばたく様に図案化したもの                             | 1962年1月1日   |                                                        |
| 大島郡   | 和泊町   |        | 和泊を「輪」と「鞠」に置き換え、輪と鞠をイメージしている           | 1968年1月      |                                                        |
| 大島郡   | 知名町   |        | 「知名」とエラブユリの花を図案化したもの                           | 1956年6月23日  |                                                        |
| 大島郡   | 与論町   |        | 丸い輪の中に「与」を配したもの                                     | 1966年1月1日   |                                                        |

## 廃止された市町村章
| 市郡     | 町村     | 市町村章 | 由来 | 制定日         | 廃止日         | 備考                                                                   |
| -------- | -------- | -------- | --- | -------------- | -------------- | ---------------------------------------------------------------------- |
| 薩摩郡   | 宮之城町 |          | 不明 | 不明           | 1968年11月3日  | 1949年5月に募集された 初代の町章である                                 |
| 鹿児島郡 | 三島村   |          | 不明 | 不明           | 1983年8月8日   | 初代の村章である                                                       |
| 川内市   |          |          | 周囲は八咫鏡で、中央部に「川内」を図案化したもの                                                                                                   | 1940年2月11日  | 2004年10月12日 | 1940年7月に再制定された                                                |
| 薩摩郡   | 入来町   |          | 町が位置している地形の中に「入」を図案化したもの                                                                                                   | 1968年9月1日   | 2004年10月12日 | 1972年9月1日に再制定された                                             |
| 薩摩郡   | 祁答院町 |          | 「け」を図案化し、円満・雄和・団結を表したもの | 1968年10月20日 | 2004年10月12日 |                                                                        |
| 薩摩郡   | 東郷町   |          | 「トゴ」を図案化したもの | 1961年10月     | 2004年10月12日 | 1961年8月に公表されていたものを1961年10月に制定された                  |
| 薩摩郡   | 樋脇町   |          | 頭文字の「ヒ」を図案化したもの | 1968年9月      | 2004年10月12日 | 1968年11月に再制定された                                               |
| 薩摩郡   | 鹿島村   |          | 円は人の和と海を、三角の部分は村の地形を表したもの                                                                                                 | 1979年11月2日  | 2004年10月12日 | 色は円の部分は青色（紺色）と三角の部分は赤色と緑色が指定されている     |
| 薩摩郡   | 上甑村   |          | 「カミ」を円形に図案化したもの | 1980年3月1日   | 2004年10月12日 | 色は青色が指定されている                                               |
| 薩摩郡   | 里村     |          | 「サト」を図案化したもので、「サ」の内部は里村の地形のトンボロを表したもの                                                                         | 1981年1月1日   | 2004年10月12日 | 色は外側の円は濃紺色であり、丸い部分は赤色が指定されている             |
| 薩摩郡   | 下甑村   |          | 「下」を円形に意匠化したもの（周りを海に囲まれているもの）                                                                                         | 1980年1月1日   | 2004年10月12日 | 色はコバルトブルーが指定されている                                     |
| 揖宿郡   | 喜入町   |          | 「き」を基にし、飛躍する姿と親和を三角形と円で表現し、中央部のパタン型は町民の盛り上がり・スギ・メヒルギ（町有林のスギ及び天然記念物）を象ったもの | 1966年10月15日 | 2004年11月1日  | 色は朱色が指定されている                                               |
| 鹿児島郡 | 吉田町   |          | 「よ」を円形に図案化したもの | 1971年7月      | 2004年11月1日  | 吉田村章として制定されていたものを町制施行後に継承された               |
| 鹿児島郡 | 桜島町   |          | 桜島とその場所にある噴煙を単純明快に円形に表したもの                                                                                               | 1973年5月1日   | 2004年11月1日  |                                                                        |
| 日置郡   | 松元町   |          | 「マツ」を円形に図案したもの | 1970年3月      | 2004年11月1日  |                                                                        |
| 日置郡   | 郡山町   |          | 「こ山」を図案化したもの | 1966年10月1日  | 2004年11月1日  |                                                                        |
| 肝属郡   | 大根占町 |          | 「大根占」を図案化し、鳥の翼を象ったもの | 1969年10月10日 | 2005年3月22日  |                                                                        |
| 肝属郡   | 田代町   |          | 「た」を飛翔する鳥を想像し、図案化したもの | 1975年3月14日  | 2005年3月22日  |                                                                        |
| 薩摩郡   | 薩摩町   |          | 全体は円であり、「さ」を図案化したもの | 1960年8月10日  | 2005年3月22日  |                                                                        |
| 薩摩郡   | 鶴田町   |          | 外観は円で、中央の菱型の中に「ツ」を図案化したもの                                                                                                 | 1971年         | 2005年3月22日  |                                                                        |
| 薩摩郡   | 宮之城町 |          | 「ミヤ」を円形にし、左右の翼上に図案化したもの | 1968年11月3日  | 2005年3月22日  | 2代目の町章である                                                      |
| 姶良郡   | 栗野町   |          | 「くり」を図案化したもの | 1962年10月14日 | 2005年3月22日  |                                                                        |
| 姶良郡   | 吉松町   |          | 「ヨシ」で飛翔する鳩と松葉を図案化し、「吉松」を表したもの                                                                                         | 1977年12月18日 | 2005年3月22日  |                                                                        |
| 肝属郡   | 根占町   |          | 「ね」の字を図案化したもの | 1968年5月3日   | 2005年3月31日  | 色は外円は緑色で内円は赤色が指定されている                             |
| 肝属郡   | 佐多町   |          | 「佐」の字を図案化したもの | 1967年10月22日 | 2005年3月31日  |                                                                        |
| 日置郡   | 東市来町 |          | 「ひ」を円形と翼型に図案化したもの | 1967年7月      | 2005年5月1日   |                                                                        |
| 日置郡   | 伊集院町 |          | 「伊」を円形にし、飛鳥の形に図案化したもの | 1966年9月      | 2005年5月1日   |                                                                        |
| 日置郡   | 日吉町   |          | 全体は「ひ」を表し、上部は翼と日置瓦である | 1965年4月      | 2005年5月1日   | 高知県高岡郡日高村の村章と類似している                                 |
| 日置郡   | 吹上町   |          | 吹上浜と中央には鳥を模した「フ」を想像したもの | 1955年9月      | 2005年5月1日   |                                                                        |
| 曽於郡   | 大隅町   |          | 全体は「大」を牛の角で丸く表し、中の三角形は「角=隅（すみ）」を意味したもの                                                                        | 1965年1月20日  | 2005年7月1日   |                                                                        |
| 曽於郡   | 末吉町   |          | 「末」を右上かつ円形に図案化したもの | 1968年11月3日  | 2005年7月1日   |                                                                        |
| 曽於郡   | 財部町   |          | 内部に「タ」を円く図案化し、下部の三角形と両側の角で財部町の産業である林業と畜産を表したもの                                                       | 1966年10月     | 2005年7月1日   |                                                                        |
| 肝属郡   | 内之浦町 |          | 「内」と、ロケットを図案化したもの | 1969年         | 2005年7月1日   | 1974年2月に再制定された                                                |
| 肝属郡   | 高山町   |          | 「高山」を円く図案化し、「高」を「山」で囲んだもの                                                                                                 | 1972年12月     | 2005年7月1日   |                                                                        |
| 串木野市 |          |          | 島津氏の家紋をあしらい、「串」を円く図案化したもの                                                                                                 | 1950年10月1日  | 2005年10月11日 | 1969年2月14日に再制定された                                            |
| 日置郡   | 市来町   |          | 「市来」を鳥が飛んでいる形に図案化したもの | 1960年10月1日  | 2005年10月11日 |                                                                        |
| 加世田市 |          |          | 「カセ」を組み合わせて、「田」を象ったもの | 1954年9月15日  | 2005年11月7日  | 色は濃緑色が指定されている                                             |
| 日置郡   | 金峰町   |          | 金峰山の山容を中心に「金」で丸く象ったもの | 1959年12月5日  | 2005年11月7日  |                                                                        |
| 川辺郡   | 笠沙町   |          | 「か」を円で構成したもの | 1972年7月25日  | 2005年11月7日  | 1972年9月27日に正式に制定された                                        |
| 川辺郡   | 大浦町   |          | 「大」を意匠化したもの | 1972年6月14日  | 2005年11月7日  |                                                                        |
| 川辺郡   | 坊津町   |          | 「坊」を遣唐使船に表したもの | 1982年5月1日   | 2005年11月7日  | 色は青色・赤色（朱色）・白色が指定されている                           |
| 国分市   |          |          | 外わくの丸は「国」を表し、三角は桜島・霧島山の二つの山を象り、同時に「分」を表したもの                                                             | 1955年2月1日   | 2005年11月7日  |                                                                        |
| 姶良郡   | 隼人町   |          | 「隼」を単純化かつ意匠化したもので「八八十（はやと）」と読み、単純明快に力強く表したもの                                                           | 1969年2月12日  | 2005年11月7日  |                                                                        |
| 姶良郡   | 福山町   |          | 「フ」を九つ組み合わせて、「山」を円形にしたもの                                                                                                   | 1929年         | 2005年11月7日  |                                                                        |
| 姶良郡   | 霧島町   |          | 霧島山を象り、両側の円で和合・内部の白面は鳥の翼で飛躍を表したもの                                                                                 | 1965年5月27日  | 2005年11月7日  |                                                                        |
| 姶良郡   | 溝辺町   |          | 「み」を図案化したもの | 1969年4月1日   | 2005年11月7日  |                                                                        |
| 姶良郡   | 横川町   |          | 「ヨコ川」を円と横の広がりで図案化したもの | 不明           | 2005年11月7日  |                                                                        |
| 姶良郡   | 牧園町   |          | 「マキゾノ」の構図で、「マキ」は高千穂を、「ソ」は天降川を表したもの                                                                               | 1960年5月      | 2005年11月7日  |                                                                        |
| 曽於郡   | 有明町   |          | 「ア」を丸く図案化したもの | 1968年         | 2006年1月1日   | 明治百年記念式典の一環として制定された                                 |
| 曽於郡   | 志布志町 |          | 志布志湾と枇榔島を図案化し、外円は「し」と「枇榔島」に纏めたもの                                                                                   | 1967年5月15日  | 2006年1月1日   |                                                                        |
| 曽於郡   | 松山町   |          | 松山町の「マ」を円形に図案化し、中央部に霧岳山を配したもの                                                                                         | 1969年1月17日  | 2006年1月1日   |                                                                        |
| 曽於郡   | 輝北町   |          | 全体は円の形をし、緑の部分は「北」をあしらい、周囲は、畜産業を想像する牛の角を表し、星は「輝」を意味したもの                                       | 1966年2月28日  | 2006年1月1日   | 色は北の部分は緑色・星の部分は黄色が指定されている                     |
| 肝属郡   | 串良町   |          | 「串」を円形に意匠化し、上部の凸部は町勢の飛躍と発展を表したもの                                                                                   | 1968年10月10日 | 2006年1月1日   |                                                                        |
| 肝属郡   | 吾平町   |          | 吾平山上陵に因んだ八咫鏡を中心にし、「吾平」を図案化したもの                                                                                       | 1967年10月15日 | 2006年1月1日   |                                                                        |
| 指宿市   |          |          | 「いぶ」を図案化し、波頭は海岸線を意味し、更には「畑ほれば出湯畑に湧き、磯ほれば磯にも湧き出る指宿の里」の歌を表したもの                           | 1954年6月1日   | 2006年1月1日   | 初代の市章である                                                       |
| 揖宿郡   | 山川町   |          | 「山川」を図案化したもの | 1960年4月30日  | 2006年1月1日   |                                                                        |
| 揖宿郡   | 開聞町   |          | 「カ」・開聞岳を円形に図案化したもの | 1964年3月12日  | 2006年1月1日   |                                                                        |
| 出水市   |          |          | 泉で「出」を表し、波は「水」を意味したもの | 1954年4月1日   | 2006年3月13日  | 初代の市章である                                                       |
| 出水郡   | 野田町   |          | 「の」を楕円形に図案化したもの | 1976年7月      | 2006年3月13日  |                                                                        |
| 出水郡   | 高尾野町 |          | 「高」を上部及び両翼をツルの様に図案化したもの | 1973年11月3日  | 2006年3月13日  |                                                                        |
| 出水郡   | 東町     |          | 「あ」を雄雄しく羽ばたく鳥にかたどったもの | 1966年4月1日   | 2006年3月20日  |                                                                        |
| 出水郡   | 長島町   |          | 「ナ」を図案化したもの | 1970年2月10日  | 2006年3月20日  | 初代の町章である                                                       |
| 名瀬市   |          |          | 「名」を図案化したもの | 1946年7月1日   | 2006年3月20日  | 名瀬町制時の1928年10月28日に町章として制定され、市制施行後に継承された |
| 大島郡   | 笠利町   |          | 「笠」を図案化したもの | 1955年11月15日 | 2006年3月20日  | 笠利村章として制定されていたものを町制施行後に継承された               |
| 大島郡   | 住用村   |          | 「ス」を図案化し、地形を表したもの | 1967年2月14日  | 2006年3月20日  |                                                                        |
| 熊毛郡   | 上屋久町 |          | 山の形は上屋久の「上」と宮之浦岳を円形に表し、トビウオで象徴したもの                                                                               | 1968年4月1日   | 2007年10月1日  |                                                                        |
| 熊毛郡   | 屋久町   |          | 丸は屋久を象徴し、三角は八重岳・屋久杉であり、「Y」は屋久のイニシャル表したもの                                                                    | 1964年         | 2007年10月1日  |                                                                        |
| 川辺郡   | 川辺町   |          | 「川」を図案化したもの | 1967年10月16日 | 2007年12月1日  | 色は左側は緑色・真ん中は橙色・右側は青色が指定されている               |
| 川辺郡   | 知覧町   |          | 「千」を図案化したもの | 1973年8月21日  | 2007年12月1日  |                                                                        |
| 揖宿郡   | 頴娃町   |          | 「エイ」を円く図案化したもの | 1931年1月28日  | 2007年12月1日  | 頴娃村章として制定され、町制施行後に継承された                         |
| 大口市   |          |          | 「大クチ」を図案化したもの | 1954年6月1日   | 2008年11月1日  |                                                                        |
| 伊佐郡   | 菱刈町   |          | 「ヒシ」を鳥の羽の形にしたもの | 1966年11月17日 | 2008年11月1日  |                                                                        |
| 姶良郡   | 姶良町   |          | 「アイラ」を若鳥の羽根の形に図案化したもの | 1964年6月10日  | 2010年3月23日  |                                                                        |
| 姶良郡   | 加治木町 |          | 「カ」を円形にしたもの | 1968年8月11日  | 2010年3月23日  |                                                                        |
| 姶良郡   | 蒲生町   |          | 「カモウ」を円形に図案化したもの | 1962年4月1日   | 2010年3月23日  |                                                                        |

### 書籍
- 小学館辞典編集部 編『図典 日本の市町村章』（初版第1刷）小学館、2007年1月10日。ISBN 4095263113。
- 近藤春夫『都市の紋章 : 一名・自治体の徽章』行水社、1915年。NDLJP:955061
- 中川幸也『シリーズ人間とシンボル第2号「都市の旗と紋章」』中川ケミカル、1987年10月11日。
- 丹羽基二『日本の市章 （西日本）』保育社、1984年5月5日。
- 望月政治『都章道章府章県章市章のすべて』日本出版貿易株式会社、1973年7月7日。
- NHK情報ネットワーク『NHKふるさとデータブック10 [九州 2]』日本放送協会、1992年5月1日。
- 国際図書『事典　シンボルと公式制度』国民文化協会、1968年。

### 都道府県書籍
- 南日本新聞社鹿児島大百科事典編纂室『鹿児島大百科事典』南日本新聞社、1981年。

### 自治体書籍

#### 薩摩地域
- 宮之城町役場総務課『町勢の足跡 町制実施30周年記念刊行』鹿児島県薩摩郡宮之城町、1950年4月。
- 祁答院町30年の歩み編集委員会『祁答院町30年の歩み』鹿児島県薩摩郡祁答院町、1985年3月。
- 樋脇町史編纂委員会『樋脇町史 上巻』鹿児島県薩摩郡樋脇町、1993年11月。
- 樋脇町史編纂委員会『樋脇町史 下巻』鹿児島県薩摩郡樋脇町、1996年9月。
- 鹿島村郷土誌編集委員会『鹿島村郷土誌』鹿児島県薩摩郡鹿島村、2000年3月。
- 上甑村郷土誌編集委員会『上甑村郷土誌』鹿児島県薩摩郡上甑村、1980年。
- 下甑村郷土誌編集委員会『下甑村郷土誌』鹿児島県薩摩郡下甑村、2004年8月。
- 里村郷土誌編集委員会『里甑村郷土誌 上巻』鹿児島県薩摩郡里村、1985年3月。
- 喜入町役場企画課『喜入町勢要覧』鹿児島県鹿児島郡喜入町。
- 喜入町役場『喜入町例規集』鹿児島県鹿児島郡喜入町。
- 吉田町役場企画課『吉田町勢要覧』鹿児島県鹿児島郡吉田町。
- 桜島町役場企画課『桜島町勢要覧』鹿児島県鹿児島郡桜島町。
- 桜島町役場『桜島町例規集』鹿児島県鹿児島郡桜島町。
- 松元町役場企画課『松元町勢要覧』鹿児島県日置郡松元町。
- 郡山町役場企画課『郡山町勢要覧』鹿児島県日置郡郡山町。
- 薩摩町役場『薩摩町例規集』鹿児島県薩摩郡薩摩町。

#### 大隅地域
- 鹿屋町教育会『鹿屋郷土史』鹿児島県肝属郡鹿屋町教育会、1940年。
- 輝北町役場『輝北町例規集』鹿児島県曽於郡輝北町。
- 輝北町役場総務課『輝北町勢要覧』鹿児島県曽於郡輝北町。
- 串良町役場企画課『串良町勢要覧』鹿児島県肝属郡串良町。
- 串良町役場企画開発課『吾平町勢要覧』鹿児島県肝属郡吾平町。
- 志布志町役場 秘書企画課『志布志町町勢要覧』鹿児島県曽於郡吾平町、1975年10月。
- 有明町郷土史編纂委員会『有明町誌』鹿児島県曽於郡有明町、1980年。
- 松山町『松山町郷土誌 第二巻』鹿児島県曽於郡松山町、1969年。
- 国分市役所企画課『国分市勢要覧』鹿児島県国分市。
- 隼人町役場『隼人町勢要覧』鹿児島県姶良郡隼人町。
- 溝辺町郷土誌編纂委員会『溝辺町郷土誌』鹿児島県姶良郡溝辺町、1973年。
- 福山町郷土誌編纂委員会『福山町郷土誌』鹿児島県姶良郡福山町、1985年。
- 福山町郷土誌編纂委員会『牧園町郷土誌』鹿児島県姶良郡牧園町、1981年8月。
- 横川町郷土誌編纂委員会『横川町郷土誌』鹿児島県姶良郡横川町、1991年3月。
- 霧島町郷土誌編纂委員会『霧島町郷土誌』鹿児島県姶良郡霧島町、1992年。

#### 薩南地域（島嶼部）
- 三島村誌編纂委員会『三島村誌』鹿児島県鹿児島郡三島村、1990年。
- 十島村誌編纂委員会『十島村誌』鹿児島県鹿児島郡十島村、1995年3月。
- 大和村誌編纂委員会『大和村誌』鹿児島県大島郡大和村、2010年3月。
- 喜界町誌編纂委員会『喜界町誌』鹿児島県大島郡喜界町、2000年8月。